# 阳振坤
阳振坤（1965年—），男，湖北仙桃人，中国计算机领域专家。中华人民共和国教育部首批长江学者特聘教授。曾获国家科技进步一等奖，OceanBase分布式关系数据库的创始人之一。中国计算机学会会员。

## 生平
1984年起就读于北京大学，先后获得数学学士和硕士学位、计算机博士学位。
毕业后留校任教，1997年晋升为教授。历任方正技术研究院副院长、北大计算机研究所副所长、联想研究院首席研究员、微软亚洲研究院主任研究员、百度云计算项目负责人，现为阿里巴巴蚂蚁金服技术副总裁、北京奥星贝斯科技有限公司CTO。

## 主要成就
研发中国第一个支持电子出版系统标准PostScript Level 2的栅格图象处理器（读博期间带领科研人员于1993年研发）；研发中国第一个页面语言解释器。